# Instituto Nacional para la Asistencia Integral a la Pequeña y Mediana Empresa
El Instituto Nacional para la Asistencia Integral a la Pequeña y Mediana Empresa de Argentina fue un instituto nacional de la Administración Pública Nacional dependiente del Poder Ejecutivo.
Este instituto nacional fue creado por ley n.º 23 020 del 7 de diciembre de 1983 del presidente de facto, general de división Reynaldo Benito Antonio Bignone. El mismo dependía del Ministerio de Economía y su objeto establecido en la ley era:

EL INSTITUTO tiene por objeto propender a lograr un crecimiento armónico y sostenido en los aspectos técnicos, económicos, financieros, comerciales y de gestión de la Pequeña y Mediana Empresa, cualquiera fuere su forma jurídica y actividad, así como el apoyo a la creación de empresas que se consideran necesarias, para contribuir en forma prioritaria a la consecución de objetivos que hacen a la seguridad, desarrollo económico-social de la Nación e integración de sus diversas regiones geoeconómicas.
Artículo 2.º, Ley N.º 23 020

En agosto de 1991 el instituto nacional pasó al ámbito del Ministerio de Economía y Obras y Servicios Públicos.
Fue disuelto por decreto n.º 660/96 del 24 de junio de 1996 del presidente Carlos Menem.